# Christopher Gortner

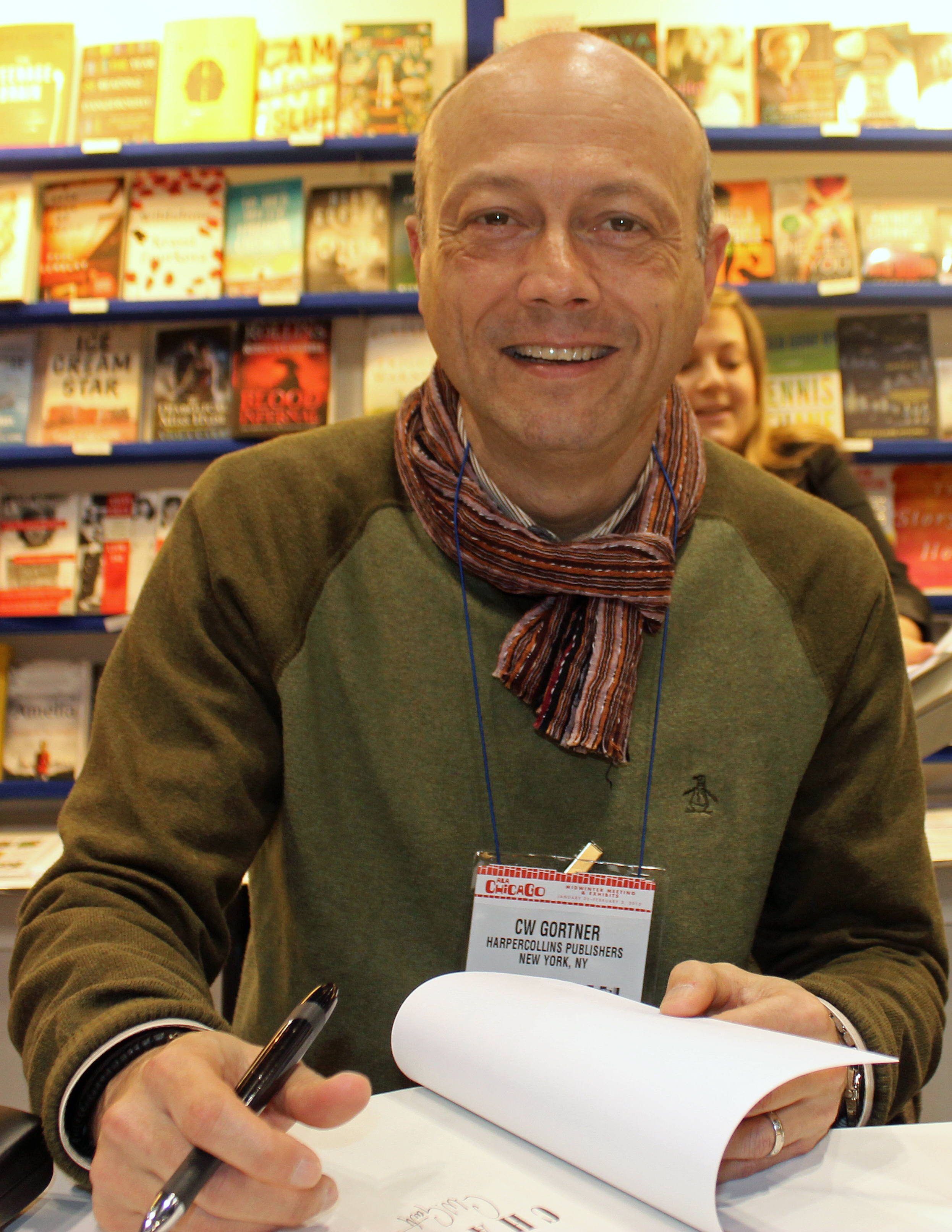
C.W. Gortner

Christopher W. Gortner – amerykański pisarz pochodzenia hiszpańskiego, autor powieści historycznych.
Absolwent New College of California oraz Fashion Institute of Design and Merchandising w San Francisco. Tytuł magistra sztuk pięknych uzyskał pisząc pracę z epoki renesansu.
Do 2012 roku związany był z branżą mody (pracując jako publicysta i koordynator pokazów) oraz publiczną służbą zdrowia.
Jego książki zostały przetłumaczone na 21 języków.
Wychował się w Maladze, obecnie mieszka w Kalifornii.

## Twórczość
Cykl „Kroniki nadwornego szpiega Elżbiety I” (The Elizabeth I Spymaster Chronicles)
- The Secret Lion (2004), w 2011 wydany w wersji poszerzonej[3] jako The Tudor Secret; wydanie polskie: Sekret Tudorów. Kroniki nadwornego szpiega Elżbiety I, tłum. Michał Madaliński, Wydawnictwo Książnica 2012.
- The Tudor Conspiracy (2013); wydanie polskie: Spisek Tudorów, tłum. Adriana Sokołowska-Ostapko, Znak 2014.
- The Tudor Vendetta (2014); wydanie polskie: Potomek Tudorów, tłum. Małgorzata Kafel, Znak 2015.

Pozostałe
- The Last Queen (2008); wydanie polskie: Ostatnia królowa, tłum. Alina Siewior-Kuś, Wydawnictwo Książnica 2011; historia Joanny I Kastylijskiej.
- The Confessions of Catherine de Medici (2010); wydanie polskie: Wyznania Katarzyny Medycejskiej, tłum. Paweł Korombel, Wydawnictwo Książnica 2011; historia Katarzyny Medycejskiej.
- The Queen’s Vow (2012); wydanie polskie: Przysięga królowej. Historia Izabeli Kastylijskiej, tłum. Dorota Malina, Znak 2014; historia Izabeli I Kastylijskiej.
- Mademoiselle Chanel: A Novel William (2015); wydanie polskie: Mademoiselle Chanel, tłum. Maria Zawadzka-Strączek, Między Słowami 2015; historia Coco Chanel.
- Vatican Princess. A Novel of Lucrezia Borgia (2016); wydanie polskie: Księżniczka Watykanu. Opowieść o Lukrecji Borgii, tłum. Małgorzata Kafel, Znak Literanova, 2017; historia Lukrecji Borgii.
- Marlene: A Novel of Marlene Dietrich (2016); wydanie polskie: Marlena. Błękitny anioł w garniturze, tłum. Maria Zawadzka-Strączek, HarperCollins Polska 2017; historia Marleny Dietrich.
- The Romanov Empress. A Novel of Tsarina Maria Feodorovna (2018); wydanie polskie: Maria Fiodorowna. Pamiętnik carycy, tłum. Hanna Hessenmüller, HarperCollins Polska, 2019; historia Marii Fiodorowny Romanowej.
- The First Actress. A Novel of Sarah Bernhardt (2020); wydanie polskie: Sarah Bernhardt. Niezrównana aktorka, tłum. Janusz Maćczak, HarperCollins Polska, 2022; historia Sarah Bernhardt.
- The American Adventuress. A Novel (2022); historia Jennie Jerome Churchill.